# Chaetagonum
Chaetagonum is een geslacht van kevers uit de familie van de loopkevers (Carabidae). De wetenschappelijke naam van het geslacht is voor het eerst geldig gepubliceerd in 1933 door Burgeon.

## Soorten
Het geslacht Chaetagonum is monotypisch en omvat slechts de volgende soort:
- Chaetagonum collarti (Burgeon, 1933)